# ۲۰۱۱ کیواف۹۹
سیارک ۲۰۱۱ کیواف۹۹ (انگلیسی: 2011 QF99) ریزسیاره‌ای از منظومه شمسی بیرونی و اولین تروجان شناخته شدهٔ اورانوس است که تاکنون کشف شده است. قطر آن تقریباً ۶۰ کیلومتر (۳۷ مایل) است، با این فرض آلبیدوی آن ۰٫۰۵ باشد.
سیارک ۲۰۱۱ کیواف۹۹ سیاره ای کوچک از منظومه شمسی بیرونی و اولین تروجان شناخته شده اورانوس است که کشف شد. قطر آن تقریباً ۶۰ کیلومتر (۳۷ مایل) است، با فرض آلبیدو ۰٫۰۵. اولین بار در ۲۹ اوت ۲۰۱۱ در طی یک بررسی عمیق از اجرام فرا نپتونی که با تلسکوپ کانادا-فرانسه-هاوایی انجام شد، مشاهده شد، اما شناسایی آن به عنوان تروجان اورانین تا سال ۲۰۱۳ اعلام نشد.
۲۰۱۱ کیواف۹۹ به‌طور موقت نزدیک نقطه لاگرانژی L4 اورانوس (اورانوس پیشرو) می‌چرخد. حداقل ۷۰۰۰۰ سال در اطراف L4 به ثبت خواهد رسید و تا سه میلیون سال در مدار همگردان اورانوس باقی خواهد ماند؛ بنابراین، ۲۰۱۱ کیواف۹۹ یک تروجان موقت اورانوس است - قنطورسی که مدتی پیش دستگیر شد.[۲][۶]